# HMS Dublin (1757)
HMS Dublin (1757) — 74-пушечный линейный корабль 3 ранга Королевского флота, третий корабль, названный в честь Дублина.
Заказан 26 августа 1755 года. Спущен на воду 6 мая 1757 года на королевской верфи в Дептфорде. Головной корабль одноимённого типа, спроектированного по образцу захваченного французского Invincible; корабли этого типа заказывались как 70-пушечные (одобрены 26 августа 1755 года), но уже в ходе закладки повышены до 74-пушечных (первые 3 корабля официально повышены 1 ноября). Dublin стал первым британским кораблём, с самого начала строившимся как 74-пушечный.

## Служба

### Семилетняя война
Вступил в строй в апреле 1757 года, капитан Джордж Родни.
1757 — участвовал в экспедиции против Рошфора[уточнить]; осенью был с флотом Эдварда Хока.
1758 — 16 марта пошёл в Северную Америку; 21 марта взял французский корсар Montmartel; по прибытии в Америку был под Луисбургом.
1759 — январь, капитан Уильям Гузтрей (англ. William Goosetrey), флагман контр-адмирала Чарльза Холмса; 18 марта пошёл в Северную Америку; участвовал в штурме Квебека.
1760 — февраль (?), капитан Эдвард Гаскойн (англ. Edward Gascoigne), флагман капитана Джеймса Дугласа (англ. James Douglas); в начале года он был назначен коммодором Подветренной станции, поднял свой брейд-вымпел на Dublin, и 10 марта (по другим данным 23 марта) вместе с HMS Bienfaisant и HMS Belliqueux вышел из Сент-Хеленс назначением на Антигуа; 1 августа Dublin взял корсар Charlotte; 23 августа взял корсар Intrépide.
1761 — 8 июня был при взятии Доминики; эскадрой командовал сэр Джеймс, сухопутными силами лорд Ролло:

Капитан Иннис, корабля его величества Arundell прибыл с ним прошлой ночью со следующими донесением, составленным коммодором сэром Джеймсом Дугласом для мистера Кливленда, на борту Dublin, на рейде Розо́ (Roseau), Доминика, 13 июня:
4 июня я вышел с Гваделупы с войсками что были у нас на Доминике, с кораблями Dublin, Belliqueux, Sutherland и Montague, и 6-го до полудня прибыл к Розо, где я послал на берег лейтенанта в сопровождении сухопутного офицера, с манифестом, подписанным лордом Ролло и мною, с обращением к уважаемым жителям, и всем остальным проживающим на нейтральном острове Доминика, которое офицер зачитал людям в городе; и вскоре после двое самых почтенных жителей прибыли ко мне на лодке, которые, как представлялось по всем их речам, не были слишком недовольны нашим приходом с целью овладеть островом; но во второй половине дня, когда они были высажены на берег, мы обнаружили что губернатор, монсеньор Лонпри (Longprie), внушил людям занять оборону и заявил, что они пришли к решению защищаться, на что я приказал кораблям встать на якорь как можно ближе, около пяти часов вечера высадились войска под прикрытием кораблей, и несмотря на 4 укрепления врага на склоне крутого холма, с двумя девятифунтовыми пушками в верхнем, лорд Ролло во главе своих войск и полковник Мелвилл во главе гренадеров с удивительным умением и бесстрашием выбили врага из укреплений и батареи, с потерей всего восьми человек убитыми и ранеными, и овладели Розо.
Сопротивление, оказанное противником, дало нам право поставить ему такие условия, как нам заблагорассудится; и они теперь стекаются со всех концов острова, чтобы принять присягу на верность его величеству королю Георгу.
С удовольствием заверяю их милости лордов в добром взаимопонимании, существующем между солдатами и офицерами флота и армии.
Оригинальный текст (англ.)
Capt. Innis of his majesty's ship the Arundell, arrived her last night with the following account transmitted by commodore Sir James Douglas to Mr Cleveland, dated on board the Dublin, in the road of Roseau, Dominique the 13th. June.
On the 4th. June I sailed from Guadeloupe with the troops we had for Dominique, with the Dublin, Belliqueux, Sutherland and Montague, and on the 6th. in the forenoon arrived off Roseau, when I sent a lieutenant on shore, accompanied by a land officer, with a manifesto, signed by lord Rollo and myself, addressed to the principal inhabitants, and all others residing in the neutral island of Dominique, which was read by the officer to the people in the town; and soon after two of the inhabitants of most note came off in the boat to me, who seemed, upon the whole of their conversation, not to be displeased at our coming to take possession of the island; but in the afternoon, when they were put on shore, we found the people were spirited up by the governor, Mons. Longprie, to stand upon their defence, and declared they had come to a determination to defend themselves; upon which I ordered the ships to anchor as close in as possible, the troops were landed about five in the evening, under the cover of the shipping; and notwithstanding the enemy had 4 entrenchment upon the face of a steep hill, with two nine-pounders in the upper one, lord Rollo, at the head of his troops, and colonel Melvill at the head of the grenadiers, with a surprising alertness and intrepidity, drove the enemy from their entrenchment and battery, and with the loss of only eight men killed and wounded, made themselves masters of Roseau.
The resistance the enemy made has put it in our power to bring them to such terms as we please; and they are flocking from all parts of the island to take the oath of allegiance to his majesty king George.
It is with pleasure I assure their lordships of the good understanding subsisting between the officers and men of the navy and army.

В ноябре Дуглас, на Барбадосе, получил приказ блокировать Мартинику в то время как собирался экспедиционный корпус, который в конечном счёте насчитывал почти 14 000 человек.
1762 — с 7 января по 10 февраля был при Мартинике;
7 января контр-адмирал Родни со своим флотом присоединился к Дугласу у острова. Эскадра Дугласа подавила батареи в бухте Св. Анны, и были высажены войска. Затем они обнаружили, что оттуда марш на Форт-Ройял практически невозможен, так что войска вновь погрузились на корабли, и должны быть повторно высаживаться 16 января в бухте Ка-де-Навир (фр. Cas de Navires), примерно в 5 милях от Форт-Ройял, после того, как батареи были подавлены с кораблей.
Имея 1000 моряков на шлюпках, для обеспечения флангового огня, 24 января войска преодолели труднопроходимую местность вдоль берега. Крепость сдалась 4 февраля, а весь остров 16-го.
Адмирал сэр Джордж Покок, который готовился напасть на Гавану, прибыл на Барбадос, 20 апреля и четыре дня спустя присоединился к Родни на Мартинике, а тем временем Dublin, с девятью другими линейными кораблями был направлен на Ямайку, где коммодор Дуглас сменил капитана Фореста (англ. Forest).
В апреле на Ямайке; с 6 июня по 13 августа в операциях против Гаваны.
Экспедиция против Гаваны вышла с Мартиники в мае и 23 мая Dublin с остальной ямайской эскадрой присоединились к ней у Моль-Сен-Николя. Коммодор Дуглас был откомандирован с HMS Centurion на Ямайку, поторопить задержавшиеся там корабли, в то время как Покок провел свой флот через опасный Старый Багамский пролив и достиг Гаваны 6 июня. К 30 июля бомбардировки и мины проделали в Форт-Морро брешь, и состоялся штурм. Перемирие было предложено 11 августа, а 13-го подписана капитуляция.
Dublin вернулся в Англию вместе с HMS Centaur , HMS Alcide, HMS Hampton Court, HMS Edgar, несколькими фрегатами и частью испанских призов, все под командованием капитана Арбютнота на HMS Oxford.
1763 — июль, выведен в резерв и рассчитан; 4 ноября прошел инспекцию.

### Межвоенные годы
1765 — октябрь, капитальный ремонт в Плимуте по октябрь 1767 года.
1771 — февраль, переделан в брандвахту в Плимуте; введен в строй в ноябре, капитан Пол Урри (англ. Paul Ourry); флагман вице-адмирала лорда Эджкомба (англ. George Edgecumbe) в Плимуте.
1772 — малый ремонт там же.
1773 — малый ремонт; 23 июня присутствовал на королевском смотре, затем капитан Джон Рейнольдс (англ. John Reynolds).
1774 — капитан Томас Фицхерберт (англ. Thomas Fitzherbert), по-прежнему в качестве брандвахты.

### Американская война за независимость
1775 — летом крейсировал в Канале.
1776 — февраль, подготовлен в отстой в Плимуте.
1779 — введен в строй в октябре, капитан Самуэль Уоллис (англ. Samuel Wallis); октябрь-декабрь, обшивка медью и оснащение для заморской службы в Плимуте.
1780 — был в бою 8 января и в Битве при лунном свете; 19 января с экспедицией прибыл в Гибралтар; октябрь, капитан Самуэль Ювдейл (англ. Samuel Uvedale).
1781 — февраль, капитан Арчибальд Диксон (англ. Archibald Dickson); 12 апреля с флотом Дарби участвовал в операции по снабжению Гибралтара.
1782 — с адмиралом Хау в Даунс; летом с ним же в Канале; осенью крейсировал на Западных подходах; был при мысе Спартель.
1783 — февраль, подготовлен в отстой в Плимуте.
Разобран там же 13 мая 1784 года.